# Myrmecaelurus parvulus
Myrmecaelurus parvulus är en insektsart som beskrevs av Hölzel 1982. Myrmecaelurus parvulus ingår i släktet Myrmecaelurus och familjen myrlejonsländor. Inga underarter finns listade i Catalogue of Life.